# تدزامی
تدزامی (گرجی: თეძამი) رودخانه‌ای در کشور گرجستان است. درازای آن ۵۱ کیلومتر (۳۲ مایل) است و دارای حوضه زهکشی ۴۰۴ کیلومتر مربع (۱۵۶ مایل مربع) است. این رود شاخه سمت راست رود کورا (متکواری) است که در غرب شهر کاسپی به آن می‌پیوندد.